# ДРР
ДРР (Доля Рекламных Расходов) — показатель, отражающий отношение рекламных расходов к доходам от этой рекламы. Обычно измеряется в процентах. В англоязычных источниках этот показатель можно встретить под аббревиатурой CRR (Cost Revenue Ratio) или  efficiency ratio
ДРР можно считать основополагающим показателем для любой рекламы. В России он, в основном, применяется в электронной коммерции для анализа эффективности рекламных кампаний интернет-магазинов, так как его просто измерять. 
Чем ниже показатель, тем эффективнее рекламная кампания, но успешности рекламной кампании зависит и от других факторов, поэтому возможны ситуации, когда достаточно большие значния ДРР оказываются приемлемыми. Даже ДРР в 100% может оказаться допустимым результатом, если пожизненная ценность покупателя (LTV) существенно превысит сумму первой его покупки.

## Формула для расчёта
ДРР = расходы на рекламу / доходы с рекламы * 100.

## Пример расчёта
Расходы на рекламу составили 100 000 рублей, а товаров было продано на сумму 2 000 000 рублей.
ДРР = 100 000 / 2 000 000 * 100% = 5%

## ДРР и ROI
ROI по сути, отображает тот же самый показатель в отношении инвестиций в рекламу, только в «перевёрнутом» виде.